# Israël op het Eurovisiesongfestival 1988
Israël nam deel aan het Eurovisiesongfestival 1988 in Dublin, Ierland.
Het was de (?)ste deelname van Ierland aan het festival. 
De nationale omroep IBA was verantwoordelijk voor de bijdrage van Ierland voor 1988.

## Selectieprocedure
De Israëlische nationale finale werd gehouden op 27 maart 1988 en werd uitgezonden door de IBA, gepresenteerd door Rivka Michaeli. 
Vier acts deden mee in de finale en de winnaar werd gekozen door 4 regionale jury's.

| Volgorde | Artiest       | Lied              | Punten | Plaats |
| -------- | ------------- | ----------------- | ------ | ------ |
| 1        | Yerdana Arazi | " Kmo bahatchala" | 29     | 4de    |
| 2        | Yerdana Arazi | " Ben adam"       | 48     | 1ste   |
| 3        | Yerdana Arazi | " Karov layam"    | 31     | 3de    |
| 4        | Yerdana Arazi | " Hi rokedet"     | 40     | 2de    |

## In Dublin
In Ierland trad Israël als achtste van 21 landen aan, na Nederland en voor Zwitserland. Het land behaalde een 7de plaats, met 85 punten.
België  en  Nederland gaven respectievelijk 10 en 3 punten aan deze inzending.

### Gekregen punten

#### Finale
| 12 punten               | 10 punten                                     | 8 punten                           | 7 punten     | 6 punten                     |
| ----------------------- | --------------------------------------------- | ---------------------------------- | ------------ | ---------------------------- |
|                         | - België - Frankrijk - Portugal - Zwitserland |                                    |              | - Finland - IJsland - Spanje |
| 5 punten                | 4 punten                                      | 3 punten                           | 2 punten     | 1 punt                       |
| - Duitsland - Luxemburg | - Verenigd Koninkrijk                         | - Griekenland - Italië - Nederland | - Oostenrijk | - Ierland - Joegoslavië      |

### Punten gegeven door Israël

#### Finale
Punten gegeven in de finale:
| 12 punten | Joegoslavië         |
| 10 punten | Verenigd Koninkrijk |
| 8 punten  | Turkije             |
| 7 punten  | Nederland           |
| 6 punten  | Denemarken          |
| 5 punten  | Duitsland           |
| 4 punten  | Zwitserland         |
| 3 punten  | Finland             |
| 2 punten  | Spanje              |
| 1 punt    | Noorwegen           |

1973 · 1974 · 1975 · 1976 · 1977 · 1978 · 1979 · 1980 · 1981 · 1982 · 1983 · 1984 · 1985 · 1986 · 1987 · 1988 · 1989 · 1990 · 1991 · 1992 · 1993 · 1994 · 1995 · 1996-1997 · 1998 · 1999 · 2000 · 2001 · 2002 · 2003 · 2004 · 2005 · 2006 · 2007 · 2008 · 2009 · 2010 · 2011 · 2012 · 2013 · 2014 · 2015 · 2016 · 2017 · 2018 · 2019 · 2020 · 2021 · 2022 · 2023 · 2024 · 2025